# Orocharis saussurei
Orocharis saussurei är en insektsart som beskrevs av Desutter-grandcolas 2003. Orocharis saussurei ingår i släktet Orocharis och familjen syrsor. Inga underarter finns listade i Catalogue of Life.